# Station Vaux-sur-Seine
Station Vaux-sur-Seine is het spoorwegstation van de Franse gemeente Vaux-sur-Seine. Het ligt aan de spoorlijn Paris-Saint-Lazare - Mantes-Station via Conflans-Sainte-Honorine, op kilometerpunt 37,550 van die lijn.
Het station wordt aangedaan door treinen van Transilien lijn J tussen Paris Saint-Lazare en Mantes-la-Jolie over de noordoever van de Seine.

## Vorig en volgend station
| Richting        | Vorig station   | Lijn    | Volgend station | Richting           |
| --------------- | --------------- | ------- | --------------- | ------------------ |
| Mantes-la-Jolie | Thun-le-Paradis | Trans J | Triel-sur-Seine | Paris Saint-Lazare |